# Париски мировни уговори 1947.
Мировна конференција у Паризу се одржавала од 29. јула до 15. октобра 1946. године, а резултовала је с Париским мировним уговорима потписанима 10. фебруара 1947. На конференцији су Савезници, прије свега САД, Уједињено Краљевство, Француска и Совјетски Савез као побједници у Другом светском рату преговарали о детаљима мировних уговора с Италијом, Румунијом, Мађарском, Бугарском и Финском. 
Према одредбама уговора Италији, Румунији, Мађарској, Бугарској и Финској, је омогућено да као суверене државе поновно стекну статус међународног правног субјекта и да се кандидиују за чланство у Уједињеним нацијама. Уговорима је регулисано плаћање ратних репарација, обвезивање на поштовање права националних мањина у државама потписницама, крај Италијанске колонијалне владавине у Африци и територијане промјене на границама између Италије и Југославије, Мађарске и Чехословачке, Мађарске и Румуније, Совјетског Савеза и Румуније, Румуније и Бугарске, Италије и Француске и Совјетског Савеза и Финске.
Уговори одређују да у земљама потписницама морају бити: „предузете све мере које ће осигурати да све особе под (њиховом) јурисдикцијом буду заштићене, без дискриминаторних одредби на темељу расе, пола, језика или религије, затим да постоји поштовање људских права и свих темељних слобода појединца, укључујући и слободу говора, штампе и исповедања религије, политичког организовања и јавног окупљања.“ Свака земља потписница мора предузети потребне кораке како би спречила поновно настајање фашистичких или других политичких, војних или полувојних организација, чија је намјера ускраћивање демократска права грађана.

## Ратне репарације
Проблем ратних репарација се доказао као један од најтежих које се појавио у послератним условима. Совјетски Савез, земља која је најтеже погођена ратом, је сматрала да полаже право на максималне могуће исплате од свих непријатељских земаља у рату, са изузетком Бугарске, која је сматрана најсимпатичнијом од свих бивших непријатељских републиика. У случајевима Румуније и Мађарске, реперације су биле веома високе и нису биле ревидиране.
Финска је једина држава која је у потпуности исплатила ратне репарације.
Договорене су следеће ратне репарације (по ценама из 1938. године):
- Италија је требало да исплати репарације у износу од 360.000.000 $, од чега:
  - 125.000.000 $ Југославији,
  - 105.000.000 $ Грчкој,
  - 100.000.000 $ Совјетском Савезу,
  - 25.000.000 $ Етиопији,
  - 5.000.000 $ Албанији.
- Финска је Совјетском Савезу исплатила репарације у износу од 300.000.000 $.
- Мађарска је требало да исплати репарације у износу од 300.000.000 $, од чега:
  - 200.000.000 $ Совјетском Савезу,
  - 100.000.000 $ Чехословачкој и Југославији.
- Румунија је Совјетском Савезу требало да исплати репарације у износу од 300.000.000 $.
- Бугарска је требало да исплати репарације у износу од 70.000.000 $ од чега:
  - 45.000.000 $ Грчкој,
  - 25.000.000 $ Југославији.

- Територија коју је Мађарска вратила Чехословачкој
- Територија коју је Мађарска вратила Румунији
- Територија коју је Румунија предала Бугарској и Совјетском Савезу
- Граница између Румуније и Совјетског Савеза на доњем току Дунава
- Територија коју је Финска предала Совјетском Савезу